# بخش آلتو دو لا الیانزا
بخش التو دو لا الیانزا (به اسپانیایی: Alto de la Alianza District) یک سکونتگاه مسکونی در پرو است که در تاکنا واقع شده‌است.

## خصوصیات
بخش التو دو لا الیانزا ۳۷۱٫۴ کیلومترمربع مساحت و ۳۵٬۴۲۹ نفر جمعیت دارد و ۶۲۰ متر بالاتر از سطح دریا واقع شده‌است.